# Пакистан на летних Олимпийских играх 1972
Пакистан принимал участие в Летних Олимпийских играх 1972 года в Мюнхене (ФРГ) в седьмой раз за свою историю, и завоевал одну серебряную медаль.

## Медалисты
| Медаль              | Спортсмен | Вид спорта      | Дисциплина |
| ------------------- | --- | --------------- | ---------- |
| Серебро             | Сборная Пакистана по хоккею на траве \| Салим Шервани \| Мунаваруз Заман \| \| Саед Анвар \| Ахтар Расул \| \| Фазалур Рехман \| Мудассар Асгар \| \| Ислахуддин Сиддикуи \| Абдул Рашид \| \| Мухаммад Асад Малик \| Шахназ Шейх \| \| Ахтарул Ислам \| Риаз Ахмед \| \| Ифтихар Ахмед Сиед \| Захид Шейх \| \| Джахангир Батт \| \| | Хоккей на траве | Мужчины    |
| Салим Шервани       | Мунаваруз Заман |                 |            |
| Саед Анвар          | Ахтар Расул |                 |            |
| Фазалур Рехман      | Мудассар Асгар |                 |            |
| Ислахуддин Сиддикуи | Абдул Рашид |                 |            |
| Мухаммад Асад Малик | Шахназ Шейх |                 |            |
| Ахтарул Ислам       | Риаз Ахмед |                 |            |
| Ифтихар Ахмед Сиед  | Захид Шейх |                 |            |
| Джахангир Батт      | |                 |            |